# Différend frontalier de la Puna de Atacama

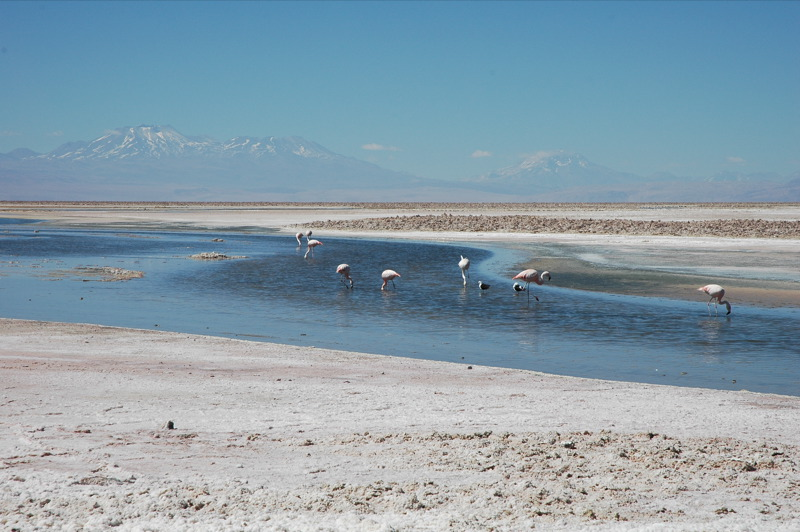
Salar d’Atacama avec Pular (à l’extrême gauche), Cerro Pajonales (à gauche) et Socompa (à droite) dans l’arrière plan. La frontière de 1899 traverse Socompa.

Carte simplifiée de certains changements territoriaux, résultat de la guerre du Pacifique et du litige de Puna de Atacama.

Le différend frontalier de la Puna de Atacama, parfois appelé litige de la Puna de Atacama (en espagnol Litigio de la Puna de Atacama), a opposé  au XIXe siècle l'Argentine, le Chili et la Bolivie au sujet du haut plateau aride de la Puna de Atacama, situé à l’altitude de 4500 m et à cheval des frontières actuelles des trois pays.

## Histoire

Carte de différend frontalier de la Puna de Atacama

Le différend trouve son origine en 1879, dans l'annexion chilienne du département du Littoral bolivien, pendant la guerre du Pacifique. Cette année-là, l'armée de terre chilienne occupa San Pedro de Atacama, le principal lieu de peuplement de la partie aujourd'hui chilienne de la Puna de Atacama. En 1884, la Bolivie et son allié le Pérou avaient perdu la guerre et les autorités argentines firent savoir au gouvernement chilien que la ligne de frontière dans la Puna était encore une question en suspens entre l'Argentine et la Bolivie. Le Chili répondit que la Puna de Atacama appartenait encore à la Bolivie. La même année, l'Argentine occupa Pastos Grandes dans la Puna.
La Bolivie n’avait toujours pas conclu avec le Chili une paix qui n'a été établie que par le traité de paix et d'amitié de 1904. Aux yeux des dirigeants boliviens influents, qui considéraient la province du Littoral comme perdue à jamais, la région adjacente de la Puna de Atacama, isolée, montagneuse et aride, semblait difficile à défendre. Cela incita le gouvernement bolivien à l'utiliser comme un moyen pour obtenir des avantages à la fois du Chili et de l'Argentine. Cette démarche conduisit à la signature de deux traités contradictoires, par lesquels la Bolivie accordait à l’Argentine et au Chili des zones qui se chevauchaient :
- le 10 mai 1889, un traité secret entre le ministre argentin Norberto Quirno Costa et l'envoyé bolivien Santiago Vaca Guzmán fut signé à Buenos Aires. Il établissait que l'Argentine renonçait à ses prétentions sur Tarija en échange de l’ensemble de la Puna de Atacama bolivienne[2] ;

- le 19 mai 1891, le protocole Matta-Reyes fut signé entre le Chili et la Bolivie. Il reconnaissait la cession au Chili des territoires boliviens qu'il occupait depuis la guerre du Pacifique, y compris ceux de la Puna de Atacama, en échange de l’abandon de créances[3].

Le 2 novembre 1898, l'Argentine et le Chili signèrent deux documents où ils décidaient de convoquer une conférence à Buenos Aires pour définir la frontière avec les délégués des deux pays. S'il n'y avait pas accord, un délégué de chaque pays ainsi que l’ambassadeur des États-Unis en Argentine William Buchanan décideraient.
Comme prévu, il n'y eut aucun accord à la conférence et William Buchanan procéda conjointement avec les délégués chilien Enrique Mac Iver et argentin José Evaristo Uriburu pour définir la frontière. Sur les 75 000 kilomètres carrés litigieux, 64 000 (85 %) furent attribués à l'Argentine et 11 000 (15 %) au Chili.